# Prestine
Prestine là một đô thị trong tỉnh tỉnh Brescia thuộc vùng Lombardia, Ý. Đô thị này có diện tích 16 km², dân số 395 người. Các đơn vị dân cư trực thuộc là: Các đô thị giáp ranh gồm: Bagolino, Bienno, Breno (Italie), Niardo.